# (200149) 1998 HL147
(200149) 1998 HL147 es un asteroide perteneciente al cinturón de asteroides, descubierto el 23 de abril de 1998 por el equipo del Lincoln Near-Earth Asteroid Research desde el Laboratorio Lincoln, Socorro, Nuevo México.

## Designación y nombre
Designado provisionalmente como 1998 HL147.

## Características orbitales
1998 HL147 está situado a una distancia media del Sol de 2,635 ua, pudiendo alejarse hasta 2,931 ua y acercarse hasta 2,340 ua. Su excentricidad es 0,112 y la inclinación orbital 15,79 grados. Emplea 1562,85 días en completar una órbita alrededor del Sol.

## Características físicas
La magnitud absoluta de 1998 HL147 es 15,3.